# Manchester (Kentucky)
Manchester város az USA Kentucky államában. Lakosainak száma 1512 fő (2020. április 1.).

## Népesség
A település népességének változása:
| Lakosok száma | 1738 | 1255 | 1512 |
|               | 2000 | 2010 | 2020 |